# Mikael Damberg
Mikael Damberg (Solna, 13 de outubro de 1971) é um político sueco, do Partido Social-Democrata.

Foi Ministro da Economia e da Inovação em 2014-2019 e Ministro do Interior em 2019-2021 no Governo Löfven I.